# 백자 항아리
백자 항아리(白磁 大壺)는 부산광역시 남구 부산광역시립박물관에 있는, 조선 17세기 말～18세기 초에 제작되었으며, 높이가 52.6cm나 되는 대형(大形) 입호(立壺)이다.
2012년 5월 17일 부산광역시의 유형문화재 제113호 백자대호로 지정되었다가, 2020년 4월 23일 대한민국의 보물 제2064호 백자 항아리로 승격되었다.

## 개요
이 작품은 동체면에 일체의 장식이나 문양이 생략된 대형 소문(素門) 백자항아리이다. 구연부 일부의 수리를 제외하고는 상태가 비교적 양호한 완형의 도자기이다. 전체적인 형태는 구연부에서 견부를 거치는 지점에서는 완만한 곡선을 이루면서 부풀어 올라 동체부 상단 부위에서 다소 과장되게 팽창되다가 저부로 갈수록 직경이 눈에 띄게 줄어들면서 직선으로 쭉 뻗은 입호(立壺) 형식을 취하고 있다.
좌우 비대칭인 기형의 내·외면에는 물레 회전 시의 손자국이 남아 있으며, 최대경 주변에서 가로 접합 흔적이 확인되어 대형 항아리 제작 시 일반적으로 채택되었던 성형수법인 상·하 접합기법으로 만들어졌음을 알 수 있다. 표면에 약간의 흠과 기공이 있으나, 비교적 정선된 백색 치밀질 태토에 담청색을 띠는 투명 유약을 내·외면에 고루 입혀 소성한 작품으로 전반적으로 번조상태가 상당히 양호하다.
이 백자 항아리와 유사한 형태의 항아리가 16세기에 제작된 바 있으나, 과장되게 팽창한 동체부, 모난 형태의 구연부 등의 특징으로 볼 때 17세기 이후에 제작되었을 가능성이 높다. 특히 무문의 백자호는 17세기 후반에서 18세기 후반으로 비정되는 시기에 생산되고 있는 점에 미루어 대략 18세기에 제작된 것으로 보인다.
이 백자는 18세기에 생산된 입호 형식의 백자항아리로 완형일 뿐아니라 희소성 면에서도 가치가 상당히 높다. 특히 정선된 백자 태토로 성형한 후 투명한 유약을 시유하여 번조한 이 항아리는 기형의 당당함과 함께 담청색 유태의 색조가 뛰어난 수작으로, 18세기 백자 항아리의 일면을 파악할 수 있는 소중한 유물로 평가된다.

## 보물 지정 사유
보물 제2064호 '백자 항아리(白磁 大壺)'는 조선 17세기 말～18세기 초에 제작되었으며, 높이가 52.6cm나 되는 대형(大形) 입호(立壺)이다. 구연부와 어깨에 미세하게 금이 간 것을 수리하였으나 거의 완전한 형태를 유지하고 있으며 보존상태도 양호하다.
형태는 약간 비대칭을 이루고 있으나, 자연스럽고 당당하며, 담청백색(淡淸白色)의 유약이 고르게 발라져 전체적으로 안정된 품격을 보여준다. 이 '백자 항아리'는 안정된 기형(器形)과 우수한 기법 등으로 보아 17세기 후반～18세기 초반의 관요(官窯)에서 제작된 것으로 추정된다. 당시 관요백자의 제작기술이 완숙한 단계에 이르렀음을 보여주는 중요한 사례이자 지금까지 알려진 조선 후기 백자 항아리 중 크기와 기법 면에서 대표작으로 꼽을 수 있다.
부산박물관 소장 '백자 항아리'는 50 cm 이상 크기의 대형(大形) 입호(立壺)로서의 희소성, 파손이나 수리가 거의 이루어지지 않은 완전성, 비례가 알맞은 조형성과 정제된 유약, 번조(燔造: 도자기 굽기) 기법의 우수한 수준 등을 근거로 조선시대 도자사(陶磁史)의 대표작으로 평가할 수 있으므로 보물로 지정해 연구하고 관리․보존할 만한 가치가 있다.

## 참고 자료
- 백자 항아리 - 국가유산청 국가유산포털
- 이 문서에는 문화재청에서 공공누리 제1유형으로 배포된 자료를 바탕으로 한 내용이 포함되어 있습니다.